# Wolfgang Knorre
Wolfgang Adolf Knorre (* 9. Januar 1937) ist ein deutscher Biophysiker und Biomediziner.

## Werdegang
Nach Abschluss als Diplom-Physiker kam Knorre 1963 an das Institut für Mikrobiologie und experimentelle Therapie (IMET) in Jena. 1967 promovierte er in Physik an der Universität Leipzig 1967, 1972 folgte die Promotion im Fach Humanmedizin an der Universität Jena. Wissenschaftlicher Schwerpunkt seiner Arbeit war die Analyse sowie die mathematische Modellierung und Optimierung mikrobieller Prozesse. Er initiierte die Forschungsgruppe Biophysikalische Systemanalyse und Computersimulation. Später war er Bereichsleiter Biotechnologie des ZIMET. Nach dessen Abwicklung ging aus den Kernbereichen 1992 das Hans-Knöll-Institut (HKI) hervor und Knorre wurde Gründungsdirektor. 1995 wurde er zum Professor für Bioverfahrensentwicklung an der Biologisch-Pharmazeutischen Fakultät der Universität Jena berufen. Bei Ausscheiden seines Nachfolgers Albert Hinnen aus dem Institut im April 2002 übernahm Knorre für drei Jahre wieder die Leitung des HKI und führte die zuvor landesfinanzierte Einrichtung Ende 2002 in die Leibniz-Gemeinschaft.

## Ehrungen
- 2010: Verdienstkreuz am Bande der Bundesrepublik Deutschland
„für seine herausragenden Verdienste bei der Organisation und Bildung von Strukturen im Wissenschafts- und Wirtschaftsbereich in Jena“